# Club Carlos A. Mannucci
Maillots
Actualités
Le Club Social y Deportivo Carlos A. Mannucci, souvent abrégé Club Carlos A. Mannucci, est un club péruvien de football, situé à Trujillo.

## Histoire

### Les débuts du club (1959-1969)
Fondé le 16 novembre 1959 comme simple club de volley-ball et basket-ball, le club tire son nom en hommage à  Carlos Alberto Mannucci Finochetti, décédé trois ans auparavant et dont la famille devient mécène du club,. Grâce au soutien financier de la firme éponyme Carlos A. Mannucci S.A. qui achète en 1962 la franchise d'un club amateur de football de Trujillo, le Club Mariscal Ramón Castilla, le Club Carlos A. Mannucci fait son apparition dans le milieu du football. 
En battant le FBC Melgar (1-0), le 11 mai 1968, conjugué à la défaite du Sport Chorrillos, favori de l'épreuve, le club remporte la Copa Perú et accède pour la première fois en première division. Lors de la 5e journée du championnat 1968, le 21 juillet 1968, le club surprend l'Alianza Lima (1-2) et s'octroie sa première victoire en D1. Malgré une 9e place (sur 14) obtenue à la fin de la saison, il n'arrive pas à assurer le maintien en tant que plus mauvaise équipe de province, le règlement stipulant qu'une équipe de Lima et une autre de province descendaient. Néanmoins il remporte à nouveau la Copa Perú en 1969 avec à la clé une nouvelle victoire acquise sur le même adversaire que l'année précédente, le FBC Melgar (2-0), et revient dans l'élite.

### Intermittences et stabilisation au sein de l'élite (1970-1994)
Dans les années 1970 le Carlos A. Mannucci joue en 1re division par intermittences alternant les aller-retours entre l'élite et la Copa Perú. Ainsi il est relégué en 1972 non sans avoir battu l'Universitario de Deportes (3-2), tenant du titre, le 23 septembre 1972. Il remonte l'année suivante puis redescend en 1976. En 1984, année de son retour, il parvient à se maintenir en première division et atteint son meilleur classement en D1 lors du championnat 1985 (5e place). Le club arrive à assurer son maintien tant bien que mal jusqu'en 1994, année de sa relégation, catastrophique en tous points, puisque les Carlistas connaissent cinq entraîneurs en une saison.

### Le Carlos A. Mannucci en D2 (2014-2018)
Après une traversée du désert de près de vingt ans en Copa Perú (D3 péruvienne), le Carlos A. Mannucci est invité à disputer le championnat de 2e division en 2014. Avec une encourageante 3e place obtenue à la fin de cette saison, l'année 2015 s'avère cauchemardesque en raison de guerres internes entre dirigeants – le club changeant cinq fois d'entraîneur – qui plongent le club à la 10e place, se sauvant in extremis de la relégation. À la fin de l'exercice 2016, il est tout près de la remontée mais échoue à la 4e place, à trois points de la 1re offrant l'accessit en D1.
Vingt-quatre ans après sa dernière participation au sein de l'élite, l'année 2018 est la bonne pour le club trujillan qui effectue son retour en D1 après avoir remporté le Cuadrangular de ascenso, un mini-tournoi à 4 regroupant les vice-champion et 3e de D2 (Carlos A. Mannucci et Cienciano, respectivement) ainsi que les finaliste et 3e de la Copa Perú (Alianza Universidad et Santos FC, respectivement).

### Retour en1redivision(2019-)
Le club effectue son retour en D1 en recevant dans le stade Mansiche l'Ayacucho FC, le 16 février 2019, lors de la 1re journée du championnat 2019. Le match se conclut par un spectaculaire 4-4. Lors du championnat 2020, le Carlos A. Mannucci parvient à se qualifier pour la première fois de son histoire à une compétition internationale, en l'occurrence la Copa Sudamericana 2021.

## Résultats sportifs

### Palmarès
| Compétitions nationales | Compétitions régionales |
| - Copa Bicentenario : - Finaliste : 2021. - Championnat du Pérou D2 : - Vice-champion : 2018. - Copa Perú (2) : - Vainqueur : 1968 et 1969,. | - Championnat du Nord (3) : - Vainqueur : 1985, 1987 et 1991-I. - Ligue de la région de La Libertad (8) : - Vainqueur : 1967, 1973, 1982, 1996, 2000, 2008, 2010 et 2012. |

### Bilan et records
- Saisons au sein du championnat du Pérou de football : 25 (1968-1972 / 1974-1976 / 1984-1994 / 2019-).
- Saisons au sein du championnat du Pérou de football D2 : 6 (1983 / 2014-2018).
- Participations en compétitions internationales : 1 
  - Copa Sudamericana 2021 : 1er tour.
- Plus large victoire obtenue en compétition officielle à domicile : 
  - Carlos A. Mannucci 8:0 Salesianos (Copa Perú 1969)
  - Carlos A. Mannucci 8:0 Willy Serrato (Championnat D2 2018).
- Plus large victoire obtenue en compétition officielle à l'extérieur : 
  - Defensor La Bocana 1:6 Carlos A. Mannucci (Championnat D2 2017).
- Plus large défaite concédée en compétition officielle à domicile : 
  - Carlos A. Mannucci 0:5 Sport Boys (championnat de D2, 2015).
- Plus large défaite concédée en compétition officielle à l'extérieur : 
  - Defensor Lima 7:1 Carlos A. Mannucci (championnat 1972).

## Couleurs et logos

### Évolution du maillot
Au début, l'uniforme du Carlos A. Mannucci s'inspirait de celui du Torino FC (endeuillé par le drame du Superga en 1949) et portait chemise et pantalon noir avec des chaussettes blanches. Depuis 1968, le club a commencé à utiliser une chemise bleue avec des rayures rouges et blanches, pantalons et chaussettes blanches. Ces couleurs, qui sont celles de la ville de Trujillo, identifient aujourd'hui le club. 
La liste des tous les maillots originaux est visible sur le site officiel du club.

#### Domicile
| 1963-1967 | 1968-1970 | 1970-1985 | 1987      | 1991      | 1993 | 1993        |
| 1997      | 1999      | 2000      | 1992-2009 | 2010-2011 | 2012 | 2013-actuel |

#### Extérieur
| 1968-1970 | 1976 | 1978      | 1982      | 1987 | 1991        |
| 1993      | 1993 | 1992-2009 | 2010-2011 | 2012 | 2013-actuel |

## Structures du club

### Estadio Mansiche
Le stade Mansiche de Trujillo est inauguré le 12 octobre 1946 puis remodelé en 2004 à l'occasion de la Copa América 2004. Initialement doté de 14 000 places, il a presque doublé sa capacité depuis sa rénovation et peut accueillir désormais 27 000 spectateurs. Le club y évolue depuis les années 1960.

### Complejo Deportivo La Rinconada
Le complexe de La Rinconada, inauguré en 2010, accueille le centre de formation des jeunes de 3 à 14 ans.

## Personnalités historiques du club

### Joueurs

#### Grands noms
Source consultée : De Chalaca.com.
| - Fabián Arias - Juan Caballero Lora - Carlos Calín Delgado - Óscar Ibáñez - Jorge Jaramillo - Alejandro Mallqui | - Salomón Paredes - Moacyr Pinto - Carlos Valdez - Óscar Villalobos - Mario Villegas |

### Entraîneurs
| - José Cuesta Silva (1966-1967) - Juan Honores (1968) - Miguel Ortega (1969) - Mario La Foca Gonzales (1970) - Emilio Vargas (1973) - Luis Cruzado (1983-1984) - Mario La Foca Gonzales (1985-1986) - Pedro Cruz Navarrete (1987) - Luis Cruzado (1989) - José Chiarella (1991-1992) - Julio César Uribe (1992) - José Carlos Trasante (1993) - Julio César Uribe (1993-1994) - José Fernández Santini (1994) - César Cubilla (1994) - Juan Caballero Lora (1994) - Sergio Pereyra (1994) - Ramón Mifflin (1996) - José Ramírez Cubas (1998) - Carlos Calín Delgado (2000) | - Carlos Calín Delgado (2005) - Carlos Calín Delgado (2007) - Juan Caballero Arteaga (2008) - Rufino Bernales (2008) - Juan Caballero Arteaga (2009) - Juan Caballero Lora (2009) - Roberto Arrelucea (2009) - Rufino Bernales (2010) - Tomás Rodríguez Concepción (2011) - Juan Caballero Lora (2011) - Horacio Baldessari (2011) - José Ramírez Cubas (2012) - Ramón Mifflin (2012) - Roberto Arrelucea (2013) - Eusebio Salazar (2013) - José Ramírez Cubas (2013) - José Soto (2014) - Mitchell Silva (2015) | - Julio Humildad García (2015) - Carlos Calín Delgado (2015) - Elke Cárdenas (2015) - Julio Humildad García (2015) - Juan Carlos Cabanillas (2015-2016) - Teddy Cardama (2016-2017) - Rafael Castillo Lazón (2017) - José Soto (2018-2019) - Salomón Paredes (intérim) (2019) - Pablo Peirano (2019) - Juan Manuel Llop (2019-2020) - Pablo Peirano (2020-2021) - Enrique Maximiliano Meza (2021-2022) - Mario Saralegui (2022) - Óscar Gambetta (intérim) (2022) - Jorge Pautasso (en) (2022) - Mario Viera (en) (2023) - Franco Navarro (2024) - Salomón Paredes (depuis 2024) |

## Culture populaire

### Surnoms
À partir du nom même du club Carlos A. Mannucci, naturellement on retrouve les surnoms dérivés du prénom et du nom, Carlistas et Mannuccistas respectivement. D'autres surnoms proviennent des couleurs du club (bleu, blanc, rouge) d'où Los Tricolores (« Tricolores » en français) ou encore de la mascotte du club – qui est aussi un des symboles de la ville de Trujillo – le griffon, grifo en espagnol d'où le surnom de Los Grifos également utilisé.

### Popularité
Traditionnellement, le Carlos A. Mannucci est considéré comme le club le plus populaire de Trujillo en raison de ses 19 saisons jouées en première division du Pérou entre 1968 et 1994. Néanmoins un sondage de 2012 montre que les préférences des habitants de la ville ont évolué ces dernières années au point que 40 % des Trujillans soutiennent désormais l'Universidad César Vallejo contre 35 % en faveur du Mannucci. Cela s'explique par l'absence au plus haut niveau du club qui a dû attendre 24 ans pour remonter en D1 alors que son adversaire est un pensionnaire régulier de l'élite depuis 2007.

### Rivalités

#### Avec l'Alfonso Ugarte de Chiclín
C'est le rival historique du Carlos A. Mannucci avec qui il dispute le Clásico Trujillano (le « classique de Trujillo » qui est en fait un derby). La rivalité avec l'Alfonso Ugarte remonte aux années 1960 lorsque les deux clubs se disputaient la sympathie du public trujillan. En outre ils se sont régulièrement opposés en Copa Perú dont l'Alfonso Ugarte fut le premier vainqueur en 1967. Cette opposition, intense jusque dans les années 1970, s'est estompée dans la mesure où le Mannucci s'est consolidé en D1 alors que l'Alfonso Ugarte est tombé dans un relatif anonymat. Le derby connaît une seconde jeunesse lorsque Mannucci est relégué en 1994.

#### Avec le Juan Aurich
C'est le rival régional du Carlos A. Mannucci. Les deux clubs s'affrontent dans le Clásico del Norte (le « classique du Nord ») car Trujillo (siège de Mannucci) et Chiclayo (où réside le Juan Aurich), séparées de 203 km de distance, sont les deux villes les plus importantes du littoral nord péruvien. Ils se sont rencontrés à 27 reprises en matchs de D1 avec un avantage pour Mannucci de 12 victoires contre 9 pour Juan Aurich et 6 nuls. En outre, ils ont disputé deux rencontres en 2e division (1 victoire pour Juan Aurich et 1 nul).

#### Avec l'Universidad César Vallejo
Rivalité extrasportive au début, celle-ci a pris de l'importance au fil des années. Les deux clubs ont disputé dix rencontres de Copa Perú (D3 péruvienne) avec un bilan favorable au Carlos A. Mannucci (4 victoires, 4 nuls et 2 défaites). Ils ont dû attendre le 16 juillet 2017 afin de disputer une rencontre officielle en deuxième division, à la suite de la descente de l'Universidad César Vallejo l'année précédente. Les deux clubs ont joué six matchs à ce niveau (4 victoires pour l'Universidad César Vallejo et 2 nuls) dont la finale du championnat de D2 2018. 
À la suite de la remontée des deux clubs fin 2018, ils s'affrontent en D1 à 10 reprises (2 victoires, 3 nuls et 5 défaites pour les Carlistas). Notons que l'Universidad César Vallejo se dispute avec Mannucci les préférences des habitants de Trujillo (voir section popularité).